# Josef Wenzl
Josef Wenzl, né le 20 décembre 1984 à Zwiesel, est un fondeur allemand spécialiste des épreuves de sprint. Il termine notamment troisième de la Coupe du monde de sprint en 2014.

## Carrière
L'Allemand fait ses premiers pas en Coupe du monde en 2004 à Asiago en Italie. À presque 20 ans, Wenzl est éliminé dès les qualifications de l'épreuve de sprint. Un an plus tard, lors de sa troisième participation à une épreuve de Coupe du monde, le fondeur marque ses premiers points grâce à une 18e place. Dès lors, il apparaît régulièrement dans les trente premiers mondiaux et s'affirme comme l'un des meilleurs sprinteurs allemands (il devient vice-champion d'Allemagne fin 2005). Début 2006, le sprinteur devient vice-champion du monde U-23 à Kranj (Slovénie), derrière Harald Wurm. 
Il signe son premier coup d'éclat parmi l'élite lors de l'épreuve d'ouverture de la saison 2006-2007 au cours de laquelle il obtient la sixième place à Düsseldorf. Régulièrement dans les points, il est sélectionné pour participer aux Mondiaux 2007 organisés à Sapporo. Il y obtient une 14e place lors de l'épreuve du sprint. 
En octobre 2007, Josef Wenzl remporte sa première victoire en Coupe du monde à l'occasion de l'épreuve d'ouverture de la saison 2007-2008 à Düsseldorf. S'imposant devant le champion olympique suédois Björn Lind, il prend la tête du classement général de la Coupe du monde après cette première épreuve. Cependant, Wenzl est contraint de mettre un terme à sa saison à cause d'une blessure à l'épaule. Il fait son retour en compétition en janvier 2008. Après un deuxième podium en Coupe du monde en janvier 2009 au sprint classique de Vancouver, prend part plus tard aux Championnats du monde 2009 (26e du sprint), puis aux Jeux olympiques d'hiver de 2010, où il manque d'une seule place la qualification pour la phase finale du sprint classique (31e).
Durant la saison 2013-2014, il retrouve de nouveau le podium après 2012 en terminant deuxième à Szklarska Poręba, puis troisième au sprint de Toblach. Peu avant les Jeux olympiques de Sotchi 2014, il prend provisoirement la tête du classement du sprint de la Coupe du monde grâce à une troisième place obtenue à Dobbiaco. Il finit encore 31e en sprint lors des Jeux olympiques à Sotchi. En 2015, il termine au mieux 30e d'une manche de la Coupe du monde.
Après sa carrière sportive, en 2019, il devient gérant de chalets de luxe à Bodenmais, en Bavière.

## Palmarès

### Jeux olympiques d'hiver
| Épreuve / Édition | Sprint                           | Sprint                           | 15 km                            | 15 km                            | Poursuite / Skiathlon 2 × 15 km | 50 km | Relais | Relais    |
| Épreuve / Édition | libre                            | classique                        | libre                            | classique                        | Poursuite / Skiathlon 2 × 15 km | 50 km | Sprint | 4 × 10 km |
| JO 2010 Vancouver | Épreuve inexistante à cette date | 31e                              |                                  | Épreuve inexistante à cette date | -                               | -     | -      | -         |
| JO 2014 Sotchi    | 31e                              | Épreuve inexistante à cette date | Épreuve inexistante à cette date | —                                | —                               | —     | —      | —         |

### Championnats du monde
| Épreuve / Édition     | Sprint                           | Sprint                           | 15 km                            | 15 km                            | Poursuite 2 × 15 km | 50 km | Relais | Relais    |
| Épreuve / Édition     | libre                            | classique                        | libre                            | classique                        | Poursuite 2 × 15 km | 50 km | Sprint | 4 × 10 km |
| Mondiaux 2007 Liberec | Épreuve inexistante à cette date | 14e                              | -                                | Épreuve inexistante à cette date | -                   | -     | -      | -         |
| Mondiaux 2009 Liberec | 26e                              | Épreuve inexistante à cette date | Épreuve inexistante à cette date | -                                | -                   | -     | -      | -         |
| Mondiaux 2011 Oslo    | 39e                              | Épreuve inexistante à cette date | Épreuve inexistante à cette date | -                                | -                   | -     | -      | -         |

### Coupe du monde
- Meilleur classement général : 19e en 2014.
- Meilleur classement en sprint : 3e en 2014.
- 5 podiums individuels : 1 victoire, 2 deuxièmes places et 2 troisièmes places.
- 1 podium par équipes : 1 troisième place.

#### Victoire
| Épreuve / Édition | Sprint     | Sprint    |
| Épreuve / Édition | libre      | classique |
| 2008              | Düsseldorf |           |

#### Classements par saison
| Saison    | Classement général final | Classement distance | Classement sprint |
| 2005-2006 | 104e                     |                     | 45e               |
| 2006-2007 | 50e                      |                     | 24e               |
| 2007-2008 | 43e                      |                     | 16e               |
| 2008-2009 | 57e                      |                     | 21e               |
| 2009-2010 | 94e                      |                     | 45e               |
| 2010-2011 | 71e                      |                     | 33e               |
| 2011-2012 | 46e                      | 97e                 | 15e               |
| 2012-2013 | 127e                     |                     | 74e               |
| 2013-2014 | 18e                      |                     | 3e                |
| 2014-2015 | 157e                     |                     | 97e               |

### Championnats du monde des moins de 23 ans
- Championnats du monde juniors 2006 à Kranj (Slovénie) :
  -  Médaille d'argent sur le sprint.

### Coupe OPA
- 1 victoire.

### Championnats d'Allemagne
- Champion sur le sprint libre en 2009 et 2011.
- Champion sur le sprint par équipes en 2011 et 2014.